# Partit de la Justícia de Nigèria
El Partit de la Justícia de Nigèria (Justice Party JP) fou un partit de Nigèria que es va formar quan es va aixecar la prohibició de partits el 1999 i va existir de fet fins al 2006 (formalment fins al 2012). Va participar en les eleccions a la Cambra i al Senat del 2003 obtenint un mal resultat (0,09% del vot a la Cambra i 0,10% al senat, amb 27.751 vots i 28.887 vots). El seu candidat presidencial, Chris Ogenobrorie Okotie, va recollir només 119.547 vots (el 0,30%). El partit va tenir poca activitat en endavant i el setembre del 2006 es va fusionar al Congrés d'Acció per formar (junt amb altres) el Congrés d'Acció de Nigèria. Estava dirigit per Ralph Obioha com a president i Mrs Shade Mabunori com a secretaria. A causa d'haver cessat l'activitat fou desregistrat el 2012 per la INEC.

## Bandera
La seva bandera era vertical vermell-blanc-groc amb un cavall dibuixat en negre però amb l'interior blanc, similar a l'emprat pel Partit Social Demòcrata de Nigèria. El seu emblema de votació era un cavall, però diferent quant a la posició (i de color tot negre) que el cavall de la bandera.